# 13 mars
13 mars är den 72:a dagen på året i den gregorianska kalendern (73:e under skottår). Det återstår 293 dagar av året.

## Återkommande bemärkelsedagar

### Nationaldagar
- Vatikanstaten (den nuvarande påvens valdag 2013)

### Övrigt
- Källkritikens dag (utlyst av tidningen Metros Viralgranskaren år 2017)[1][2]

## Dagens namn

### I den svenska almanackan
- Nuvarande – Greger
- Föregående i bokstavsordning
  - Ernestus – Namnet fanns på dagens datum före 1831, då det flyttades till 2 mars, där det har funnits sedan dess. I samband med flytten ändrades också namnformen till det modernare Ernst.
  - Greger – Namnet infördes på dagens datum 1901, då det ersatte den äldre namnformen Gregorius, som hade funnits där sedan 1882.
  - Gregorius – Namnet fanns fram till 1882 på 12 mars, men flyttades detta år till dagens datum, för att ge plats åt Viktoria på 12 mars. Anledningen till det var, att Sveriges kronprins Gustaf (V) och Victoria av Baden hade förlovat sig denna dag 1881. 1901 utgick Gregorius och ersattes av den modernare namnformen Greger.
  - Grels – Namnet infördes på dagens datum 1986, men utgick 1993.
  - Greta – Namnet infördes på dagens datum 1986 och flyttades 1993 till 20 juli, där det har funnits sedan dess.
  - Iris – Namnet infördes 1986 på 31 maj. 1993 flyttades det till dagens datum och 2001 till 10 februari.
  - Nicephorus – Namnet infördes, till minne av patriarken Nikeforos av Konstantinopel från 800-talet, på dagens datum 1831 och fanns där fram till 1882. När Gregorius då flyttades dit från 12 mars utgick Nicephorus.
- Föregående i kronologisk ordning
  - Före 1831 – Ernestus
  - 1831–1881 – Nicephorus
  - 1882–1900 – Gregorius
  - 1901–1985 – Greger
  - 1986–1992 – Greger, Grels och Greta
  - 1993–2000 – Greger och Iris
  - Från 2001 – Greger
- Källor
  - Brylla, Eva (red.): Namnlängdsboken, Norstedts ordbok, Stockholm, 2000. ISBN 91-7227-204-X
  - af Klintberg, Bengt: Namnen i almanackan, Norstedts ordbok, Stockholm, 2001. ISBN 91-7227-292-9

### Finlandssvenska almanackan
- Nuvarande från 1929[3] – Ernst
- I föregående revideringar[a][4]
  - inga ändringar sedan 1929

## Händelser
- 251 – Sedan Fabianus har avlidit föregående år, väljs Cornelius till påve (denna dag, 6 eller 11 mars).
- 483 – Sedan Simplicius har avlidit tre dagar tidigare väljs Felix III till påve.[5]
- 1138 – Gregorio Conti väljs att efterträda Anacletus II som motpåve och tar namnet Viktor IV. Sedan den legitime påven Innocentius II har mutat hans anhängare blir han dock övergiven av dem och den 29 maj samma år förmår abboten Bernhard av Clairvaux honom att avsäga sig anspråken på påvestolen.
- 1781 – Den tysk-brittiske astronomen William Herschel upptäcker ”officiellt” planeten Uranus. Den har tidigare observerats av andra astronomer, men har dittills misstolkats som en stjärna. Herschel tror först, att det är en komet, men med den svenske astronomen Eric Prosperins hjälp räknar man ut att himlakroppen har en nästan cirkelformad omloppsbana och att den därför måste vara en planet.
- 1808 – Vid Kristian VII:s död efterträds han som kung av Danmark (med Norge) av sin son Fredrik VI, som i praktiken har varit Danmarks regent sedan 1784, eftersom fadern var psykiskt sjuk. Dagen därpå förklarar Danmark Sverige krig.
- 1809 – En grupp adliga officerare inträder i kung Gustav IV Adolfs rum på Stockholms slott för att arrestera honom i en statskupp, eftersom han får agera syndabock för misslyckandet i det pågående finska kriget. Till en början flyr kungen, men efter en dramatisk jakt genom slottet blir han upphunnen på borggården och tillfångatagen. Han sätts sedan i fängsligt förvar och hans farbror hertig Karl blir riksföreståndare.
- 1894 – Världens första stripteaseshow äger rum på varietéteatern Divan Fayonau i Paris. Föreställningen heter Le Coucher d'Yvette och visar hur en flicka klär av sig inför sitt sänggående.
- 1938 – Dagen efter att tyska trupper har tågat över den österrikiska gränsen blir Österrike formellt annekterat av Tyskland genom den så kallade Anschluss (anslutningen). Under slagordet att ”de tyskspråkiga landens äldsta område är nu Tysklands nyaste provins” blir Österrike en tysk delstat med namnet Ostmark.
- 1940 – Sedan Finland och Sovjetunionen föregående dag har undertecknat ett fredsavtal avslutas finska vinterkriget, som utbröt 30 november 1939, klockan 11.00. Finland tvingas i freden avträda stora landområden, däribland betydande delar av Karelen och sjön Ladoga, som tidigare var delad mellan Finland och Sovjet, blir nu helt rysk. Redan året därpå utbryter dock det så kallade fortsättningskriget, då Finland med Tysklands hjälp försöker återta de förlorade områdena.
- 1942 – Sjutton svenska tidningar blir beslagtagna av den svenska regeringen, för att de har publicerat en artikel om nazisternas tortyr i norska fängelser under den tyska ockupationen av Norge.
- 1996 – Den psykiskt sjuke Thomas Hamilton går in på en grundskola i Dunblane i Skottland och dödar 16 barn och en lärare samt skadar 15 andra, innan han tar sitt eget liv i ett av de värsta massmorden i Storbritanniens historia.
- 2004 – Fem personer grips, misstänkta för inblandning i bombdåden på centralstationen i Madrid två dagar tidigare. Gripandena kan ske efter att man har funnit information i en mobiltelefon i en odetonerad bomb.
- 2013 – Sedan Benedictus XVI har abdikerat den 28 februari väljs argentinske Jorge Mario Bergoglio till ny påve och tar namnet Franciskus I. Han blir den förste påven med latinamerikanskt ursprung.

## Födda
- 2 e.Kr – Apollonios från Tyana, grekisk filosof och matematiker
- 1570 – Guy Fawkes, engelsk legosoldat, en av konspiratörerna i krutkonspirationen 1605
- 1598 – Johannes Loccenius, tysk-svensk jurist, historiker och skytteansk professor
- 1599 – Jan Berchmans, belgisk jesuit, präststudent och helgon
- 1615 – Innocentius XII, född Antonio Pignatelli, påve 1691–1700
- 1733 – Joseph Priestley, brittisk präst och kemist, syrets upptäckare
- 1741 – Josef II, tysk-romersk kejsare från 1765
- 1764 – Charles Grey, brittisk whigpolitiker, Storbritanniens premiärminister 1830–1834
- 1770 – Daniel Lambert, brittisk häktesvakt och djuruppfödare, berömd för sin fetma
- 1821 – Hermann Gruson, tysk industrialist
- 1847 – Francis S. White, amerikansk demokratisk politiker, senator för Alabama 1914–1915
- 1850 – James Browning, amerikansk demokratisk politiker, viceguvernör i Texas 1899–1903
- 1854 – Adolf Noreen, svensk språkforskare och professor i nordiska språk, ledamot av Svenska Akademien från 1919
- 1855 – Percival Lowell, amerikansk amatörastronom
- 1857 – Herbert Plumer, brittisk fältmarskalk
- 1864 – Benjamin M. Miller, amerikansk demokratisk politiker och jurist, guvernör i Alabama 1931–1935
- 1883 – Enrico Toselli, italiensk pianist och tonsättare
- 1885 – Anders Sandrew, svensk biografdirektör för Sandrewskoncernen
- 1897 – Richard Hildebrandt, tysk SS-officer och krigsförbrytare
- 1899 – John H. van Vleck, amerikansk fysiker, mottagare av Nobelpriset i fysik 1977
- 1900
  - Georg Funkquist, svensk skådespelare
  - Giorgos Seferis, grekisk poet, mottagare av Nobelpriset i litteratur 1963
- 1907
  - Mircea Eliade, rumänsk religionshistoriker
  - Birgit Sergelius, finlandssvensk skådespelare
- 1911 – L. Ron Hubbard, grundare av scientologirörelsen
- 1914 – Carl-Olof Anderberg, svensk kompositör och musikarrangör
- 1916 – Lindy Boggs, amerikansk demokratisk politiker och diplomat, kongressledamot 1973–1991
- 1919
  - Sven Psilander, svensk skådespelare
  - Irina Baronova, rysk ballerina
- 1925 – Roy Haynes, amerikansk jazztrumslagare
- 1926 – Gert Landin, svensk radio- och tv-journalist samt programpresentatör
- 1930 – Blue Mitchell, amerikansk jazztrumpetare
- 1939 – Neil Sedaka, amerikansk popsångare
- 1942
  - Scatman John, amerikansk popsångare
  - Nils Sandström, svensk jazzmusiker och tenorsaxofonist
- 1945
  - Anatolij Fomenko, rysk matematiker, författare till bokserien Ny kronologi
  - Göran Skytte, svensk journalist och författare
- 1946 – Jonathan Netanyahu, israelisk militär, äldre bror till israeliske premiärministern Benjamin Netanyahu
- 1947 – Åsa Sjöström, svensk regissör
- 1950 – William H. Macy, amerikansk skådespelare
- 1958 – Alan Grayson, amerikansk demokratisk politiker, kongressledamot 2009–2011
- 1960 – Adam Clayton, brittisk musiker, basist i gruppen U2
- 1967 – Andrés Escobar, colombiansk fotbollsspelare
- 1969 – Ognjen Kržić, kroatisk vattenpolospelare
- 1974
  - Linda Bengtzing, svensk tv-programledare och sångare
  - Thomas Enqvist, svensk tennisspelare
  - Marcos André Batista Santos, brasiliansk fotbollsspelare med artistnamnet Vampeta
- 1976 – Danny Masterson, amerikansk skådespelare
- 1979
  - Sandra Dahlberg, svensk sångare
  - Krille Kellerman, svensk gitarrist och låtskrivare i gruppen Aggressive Chill
- 1982 – Olli Malmivaara, finländsk ishockeyspelare
- 1985 – Emile Hirsch, amerikansk skådespelare
- 1986 – Rose Elinor Dougall, brittisk sångare i gruppen The Pipettes

## Avlidna
- 1332 – Olov Björnsson, svensk kyrkoman, ärkebiskop i Uppsala stift sedan 1314
- 1590 – Gioseffo Zarlino, 73, italiensk musikteoliker
- 1596 – Taddeo Landini, omkring 46, italiensk senrenässansskulptör
- 1711 – Nicolas Boileau, 74, fransk poet
- 1808 – Kristian VII, 59, kung av Danmark och Norge sedan 1766
- 1822 – Nils Lorens Sjöberg, 67, svensk ämbetsman och poet, ledamot av Svenska Akademien sedan 1787
- 1848 – Johan Niclas Byström, 64, svensk skulptör och bildhuggare
- 1858 – Felice Orsini, 38, italiensk greve, revolutionär och attentator (avrättad)
- 1881 – Alexander II, 62, tsar av Ryssland sedan 1855 (mördad)
- 1890 – Afrikan Spir, 52, rysk filosof
- 1896 – Benjamin Flanders, 80, amerikansk republikansk politiker, guvernör i Louisiana 1867–1868
- 1901 – Benjamin Harrison, 67, amerikansk politiker, USA:s president 1889–1893
- 1906 – Susan B. Anthony, 86, amerikansk suffragett
- 1918 – César Cui, 83, rysk kompositör
- 1938 – Clarence Darrow, 80, amerikansk advokat
- 1939 – Lucien Lévy-Bruhl, 81, fransk antropolog och filosof
- 1952 – Johan Nygaardsvold, 72, norsk arbeiderpartistisk politiker, Norges statsminister 1935–1945
- 1953 – Alfred Jeanroy, 93, fransk lingvist, filolog och romanist
- 1974 – Eskil Eckert-Lundin, 67, svensk kapellmästare, kompositör, filmmusikarrangör, impressario och musikadministratör
- 1975 – Ivo Andrić, 82, jugoslavisk författare och orientalist, mottagare av Nobelpriset i litteratur 1961
- 1977
  - Åke Engfeldt, 63, svensk skådespelare
  - Jan Patočka, 69, tjeckisk filosof
- 1978 – Ottar Wicklund, 66, norsk skådespelare
- 1985 – Elmer Austin Benson, 89, amerikansk politiker, senator för Minnesota 1935–1936, guvernör i samma delstat 1937–1939
- 1988 – John Holmes, 43, amerikansk porrskådespelare
- 1995 – Odette Hallowes, 82, brittisk hemlig agent under andra världskriget
- 1996
  - Lucio Fulci, 68, italiensk filmregissör, manusförfattare och skådespelare
  - Krzysztof Kieślowski, 54, polsk regissör och manusförfattare
- 1999
  - Garson Kanin, 86, amerikansk regissör och manusförfattare
  - Arne Imsen, 68, norsk-svensk predikant och författare, ledare för Maranata
- 2002 – Hans-Georg Gadamer, 102, tysk filosof
- 2004 – Franz König, 98, österrikisk kardinal, ärkebiskop av Wien 1956–1985
- 2006 – Maureen Stapleton, 80, amerikansk skådespelare
- 2007 – Egon Kjerrman, 86, svensk musiker och allsångsledare
- 2009
  - Anne Brown, 96, amerikansk-norsk operasångare
  - Karin Janzon, 95, svensk översättare
- 2012
  - Kjell-Henry Dahlberg, 63, svensk konstnär
  - Michel Duchaussoy, 73, fransk skådespelare
  - Hans Levander, 97, svensk litteraturkritiker, författare och lexikograf
- 2013
  - Stig Torstensson, 79, svensk skådespelare
  - Gunnel Norrö, 62, svensk författare och föreläsare
- 2014
  - Patrik Andersson, 41, svensk travkusk
  - Reubin Askew, 85, amerikansk demokratisk politiker, Floridas guvernör 1971–1979
  - Ahmad Tejan Kabbah, 82, sierraleonsk politiker, Sierra Leones president 1996–1997 och 1998–2007
- 2015 – Inge Eriksen, 79, dansk författare
- 2016
  - Hilary Putnam, 89, amerikansk filosof och professor
  - Martin Olav Sabo, 78, amerikansk demokratisk politiker
- 2022 – William Hurt, 71, amerikansk skådespelare
- 2023 – Barbro Westerholm, 89, svensk ämbetsman och liberal riksdagsledamot